# Edifici d'habitatges al carrer Cabanes, 28 (Barcelona)
L'edifici d'habitatges al carrer Cabanes, 28 és una obra de Barcelona protegida com a Bé Cultural d'Interès Local.

## Descripció
Aquest immoble es troba al carrer Cabanes, al barri de Poble Sec. És un edifici entre mitgeres que consta de planta baixa, cinc pisos i terrat. A la planta baixa s'obren tres portes de forma rectangular, la central, que es correspon amb l'escala de veïns, més estreta que les laterals. Estan separades per pilars decorats amb línies verticals i capitell rectangular amb línies verticals més estretes. Un fris de dentellons separa aquest nivell del superior on hi ha tres balcons individuals: el central amb barana de pedra i els barrots formats per peces quadrades girades i els laterals amb barana de ferro que combina els barrots rectes amb altres ondulants i un rombe al centre. Tots tres tenen la llosana de pedra motllurada que es recolza sobre mènsules. Les obertures són rectangulars, emmarcades per una motllura llisa, i un fris decoratiu decora la part superior de l'espai que hi ha entre elles. Sobre aquest fris es recolza un entaulament amb la part central més avançada que els laterals. Al segon pis s'obren tres portes balconeres amb barana de ferro que té la mateixa decoració que les del primer pis. La porta central es troba dins d'un cos que sobresurt lleugerament del pla de la façana i que va del segon al quart pis. A més a més, està emmarcada per dos plafons decoratius amb motius geomètrics i dues motllures de punta de diamant. Al tercer pis s'obren tres balcons individuals: el central, que es troba en el cos que sobresurt, és de forma rectangular i els laterals de forma semicircular. Tots tres tenen la barana de ferro forjat, amb els mateixos motius que les inferiors, i la llosana es recolza sobre mènsules. El quart pis és similar a l'anterior però el balcó central és més petit. A l'últim pis hi ha un balcó corregut amb barana de pedra similar a la del primer pis. Les tres obertures estan emmarcades per una motllura esglaonada i una mènsula de línies rectes al centre que fa de recolzament a la cornisa que corona l'edifici. Entre les obertures hi ha dos pilars decorats amb línies verticals que traspassen aquest nivell i fan de suport a la barana del terrat. Els extrems estan decorats amb dos pilastres amb plafons amb relleus geomètrics a l'interior. Per sobre de la cornisa hi ha la barana del terrat, amb barrots similars als del balcó central del primer pis, emmarcat a banda i banda per pilars decorats amb plafons geomètrics. El parament de la façana està pintat de granat excepte la planta baixa, el cos que sobresurt al centre, les baranes del balcons i els diferents elements decoratius.